# Théodore Juste

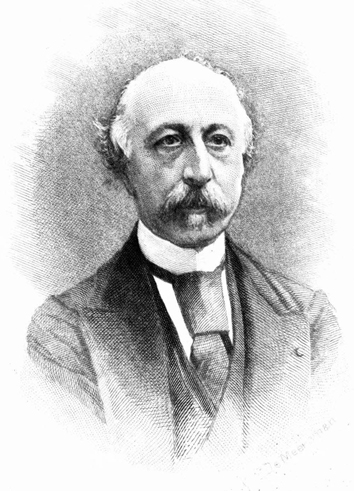
Portret van Juste

Théodore Jean Baptiste Joseph Juste (Brussel, 11 januari 1818 - Sint-Gillis, 10 augustus 1888) was een Belgisch historicus en schrijver.

## Levensloop
Zijn vader Jean-Baptiste-Joseph Juste (geb. 1765), afkomstig van Grand-Reng, was sinds 1795 poorter van Brussel. Nadat deze weduwnaar was geworden, huwde hij in 1817 met zijn winkeljuffrouw Anna Catharina Bormans (geb. 1792) uit Tessenderlo. Ze waren handelaars in de Magdalenasteenweg in Brussel; Théodore was de oudste van hun zes kinderen. Hij liep school in Etterbeek, in Sint-Maria-Lierde bij Oudenaarde en in Brussel. Hij trouwde in 1840 met Françoise-Hortense-Louise Auwerx, ze kregen twee kinderen.
Hij werd klerk bij de afdeling Openbaar Onderwijs van het Ministerie van Openbare Werken in 1840. In 1855 werd hij hoofd van de afdeling Letteren, Wetenschappen en Schone Kunsten van het Ministerie van Binnenlandse Zaken. Hij werd conservator van het Koninklijk Museum voor Schone Kunsten en Geschiedenis in 1859. Alvorens deze functie op te nemen bezocht hij musea in diverse buitenlandse steden, zoals Wenen, München, Dresden en Praag.
Vanaf 1856 was hij corresponderend lid van de Koninklijke Academie voor Kunsten en Wetenschappen. Hij ontving de vijfjaarlijkse prijs voor geschiedenis in 1856 en 1876.
Hij doceerde Algemene Geschiedenis aan de Militaire School (1872) en aan de Krijgsschool (1879).

## Historicus
Het was vooral als zeer productief schrijver over historische onderwerpen dat Juste bekendheid verwierf. Hij was pas negentien toen hij al twee artikels publiceerde over 'Kwade Maandag" in Gent en over Gent en Maria van Bourgondië. Hij was pas eenentwintig toen hij in 1839 een volkse studie over de Franse revolutie publiceerde. Hij kwam hiervoor terecht bij Alexandre Jamar die hem aanmoedigde om andere werken voor een groot publiek te schrijven. Zijn Histoire de la Belgique werd een succes.
De verdere opzoekingen en publicaties van Juste richtten zich hoofdzakelijk, maar niet uitsluitend, op twee domeinen, de revolutietijden in de zestiende eeuw en die in België in de achttiende en negentiende eeuw. Zijn voornaamste werken hierover waren Histoire de la Révolution des Pays-Bas sous Philippe II (1855) en Histoire de la Révolution belge de 1790 (1846).
Hij richtte zich ook vooral op de Belgische revolutie en op de acteurs tijdens en na de revolutie. Hij schreef een veertigtal biografische nota's voor de Biographie nationale de Belgique en schreef ook de eerste biografie van koning Leopold I (1865). Hij schreef uitgebreide biografieën over onder meer Joseph Lebeau, Charles de Brouckère, Charles Le Hon, Felix de Muelenaere, Etienne de Gerlache, Alexandre Gendebien, Louis de Potter, Albert Goblet d'Alviella, Sylvain Van de Weyer, Jean-Baptiste Nothomb, Paul Devaux, Charles Rogier en Eugène Defacqz. Velen van deze figuren had hij persoonlijk gekend.

## Publicaties
- Le Mauvais Lundi, in: La Belgique littéraire et industrielle. Revue de la littérature, des arts et des sciences, 1837.
- Gand et Marie de Bourgogne, in: La Belgique littéraire et industrielle. Revue de la littérature, des arts et des sciences, 1837.
- Peintres flamands. Maîtres du XVe siècle: 1° Jean Van Eyck et son œuvre; 2° Jean Memling, in: Revue belge, 1838.
- Histoire de la Révolution française, Brussel, Alexandre Jamar, 1839.
- Histoire populaire du Consulat, de l'Empire et de la Restauration, Brussel, Alexandre Jamar, 1839.
- Un tour en Hollande en 1839, Brussel, Alexandre Jamar, 1839.
- Histoire de la Belgique, Brussel, Alexandre Jamar, 1840, 1842, 1850, 1858.
- Essai sur l'histoire de l'instruction publique en Belgique, Brussel, Alexandre Jamar, 1844.
- Précis de l'histoire moderne, considérée particulièrement dans ses rapports avec la Belgique, Brussel, Bruylant-Christophe & Ce, 1845
- Charlemagne, Brussel, 1846.
- Histoire de la Révolution belge en 1790, précédée d'un tableau historique de l'empereur Joseph II et suivie d'un coup d'œil sur la révolution de 1830, Brussel, 1846 .
- L'Allemagne depuis 1815, Brussel & Leipzig, Muquardt, 1849.
- L'Italie depuis 1815, Brussel & Leipzig, Muquardt, 1850.
- Histoire du Congrès national de Belgique ou de la Fondation de la Monarchie belge, Brussel, Aug. Decq, 1850, A. Lacroix & Van Menen, 1861, 1880 (deel I en deel II).
- Vive la Constitution ! ou les Libéraux et les Catholiques en 1852, Brussel, Aug. Decq, 1852.
- Les Jésuites au XVIIIe siècle, in: Indépendance belge, 1853.
- Les Pays-Bas sous Charles-Quint. Vie de Marie de Hongrie, tirée des Papier d'État. Introduction à l'histoire des Pays-Bas sous Philippe II, Brussel, Aug. Decq, 1855.
- Les Bonaparte. Correspondance du roi Joseph II avec Napoléon, Brussel, Mélines, Cans & Ce, 1855.
- Vie de Marnix de Ste-Aldegonde (1538-1598), Brussel, Aug. Decq & Parijs, Durand, 1855.
- Essai sur les projets de partage des Pays-Bas en 1566 et en 1571, in: Bulletin de l'Académie royale des Sciences et des Belles-Lettres de Bruxelles, 1856.
- Les Valois et les Nassau (1572-1574), in: Bulletin de l'Académie royale des Sciences et des Belles-Lettres de Bruxelles, 1857.
- Charles III et les Jésuites espagnols, in: Indépendance belge, 1857.
- Charles-Quint et Marguerite d'Autriche. Étude sur la minorité, l'émancipation et l'avènement de Charles-Quint à l'Empire (1477-1521), Brussel, Hayez, 1858.
- Lettre concernant le projet d'ériger une statue au comte d'Egmont, in: Bulletin de l'Académie royale des Sciences et des Belles-Lettres de Bruxelles, 1859.
- Histoire politique. Louis XV à Audenarde, in: Echos du Parlement, 1860.
- Christine de Lalaing, princesse d'Epinoy, Brussel, Lacroix, Verboeckhoven, 1861.
- Le comte d'Egmont et le comte de Hornes, Brussel & Leipzig, Lacroix, Verboeckhoven, 1862.
- Le Musée Napoléon, in: Echos du Parlement, 1862.
- De Bruxelles à Vienne, in: Echos du Parlement, 1863.
- Le comte de Mercy-Argenteau, Brussel, Lacroix, Verboeckhoven, 1863.
- Frédéric II. Souvenirs d'une visite à Potsdam, in: Indépendance belge, 1864.
- Catalogue des collections composant le Musée royal d'antiquités, d'armures et d'artillerie, Brussel, Bruylant-Christophe & Ce, 1864.
- Histoire des États généraux des Pays-Bas (1465-1790), Brussel, Bruylant-Christophe & Cie.
- Le prince Auguste d'Aremberg, in: Bulletin de l'Académie royale des Sciences et des Belles-Lettres de Bruxelles, 1864.
- La domination temporelle des papes, in: Indépendance belge, 1865.
- François Anneessens, in: Echos du Parlement, 1865.
- Le premier roi des Belges. Biographie populaire, Parijs, Brussel, Leipzig, Livorno, 1865.
- Un Malcontent. Guillaume de Hornes, seigneurs de Hèze, in: Bulletin de l'Académie royale des Sciences et des Belles-Lettres de Bruxelles, 1865.
- Charles de Lannoy, vice-roi de Naples, et Charles-Quint, in: Bulletin de l'Académie royale des Sciences et des Belles-Lettres de Bruxelles, 1867.
- Les frontières de la Belgique, Brussel, Lacroix, Verboeckhoven, 1865.
- Joseph Lebeau, Brussel, Muquardt, 1865.
- Charles de Brouckère, Brussel, Muquardt, 1867.
- Le Régent, Brussel, Muquardt, 1867.
- Le comte Lehon, Brussel, Muquardt, 1867.
- Les tombeaux des ducs de Bourgogne, in: Bulletins de l'Académie royale des Sciences et des Belles-Lettres de Bruxelles, 1868.
- Léopold Ier, roi des Belges, Brussel, Muquardt, 1868.
- Le comte de Muelenaere, Brussel, Muquardt, 1869.
- Les États-Unis d'Amérique en 1783. Le comte de Hoogendorp et le Stathouder Guillaume V, in: Bulletin de l'Académie royale des Sciences et des Belles-Lettres de Bruxelles, 1869.
- Rapport sur deux mémoires envoyés au concours ouvert pour l'histoire des rapports qui ont existé entre les provinces belges et l'empire d'Allemagne, in: Bulletin de l'Académie royale des Sciences et des Belles-Lettres de Bruxelles, 1869.
- Le baron de Gerlache, Brussel, Muquardt, 1870.
- Le lieutenant général comte Goblet d'Alviela, Brussel, Muquardt, 1870.
- Le soulèvement de la Hollande en 1813 et la fondation du Royaume des Pays-Bas, précédés d'une introduction sur le règne de Louis Bonaparte (1806-1817), Brussel, Bruylant-Christophe, 1870.
- Napoléon III et la Belgique. Le traité secret, d'après des documents nouveaux, Brussel, Muquardt, 1870.
- Les élections depuis l'Antiquité, Brussel, Lebègue & Ce, [1870]
- M. de Bismarck et Napoléon III, à propos des provinces belges et rhénanes, Brussel, Muquardt, 1871.
- Sylvain Van de Weyer, Brussel, Muquardt, 1871.
- Notices historiques et biographiques, Brussel, Muquardt, 1871.
- Notice nécrologique sur Edouard Ducpetiaux, in Annuaire de l'Académie royale des sciences, des lettres et des beaux-arts de Belgique, 1871.
- Le comte Félix de Mérode, Brussel, Muquardt, 1872.
- La Révolution belge de 1830, Brussel, Bruylant-Christophe, 1872.
- Le baron Stockmar, Brussel, Muquardt, 1873.
- Lord Palmerston, Brussel, Muquardt, 1873.
- Guillaume le Taciturne, Brussel, Bruylant-Christophe, 1873.
- La Révolution belge de 1830. Lettre M. Ch. V. de Bavay, Brussel, Muquardt, 1873.
- La Révolution belge de 1830. Deuxième lettre M. Ch. V. de Bavay, Brussel, Muquardt, 1874.
- Alexandre Gendebien, Brussel, Muquardt, 1874.
- Le baron Nothomb, Brussel, Muquardt, 1874.
- Notices historiques et biographiques (2e série), Brussel, Muquardt, 1874.
- Louis De Potter, Brussel, Muquardt, 1874.
- Les oeuvres complètes de François de Pouhon, in: Bulletin de l'Académie royale des Sciences et des Belles-Lettres de Bruxelles, 1874.
- Le coup d'état du 17 juin 1789, in: Bulletin de l'Académie royale des Sciences et des Belles-Lettres de Bruxelles, 1874.
- Rapport relatif à une notice de M. de Smet sur don Juan d'Autriche, in Bulletin de l'Académie royale des Sciences et des Belles-Lettres de Bruxelles, 1874.
- Rapport sur un mémoire de concours concernant Jacqueline de Bavière, in Bulletin de l'Académie royale des Sciences et des Belles-Lettres de Bruxelles, 1875.
- Le Vicomte Charles Vilain XIIII, Brussel, Muquardt, 1875.
- Précis de l'histoire contemporaine (1815-1871), Brussel, Bruylant-Christophe, 1875.
- Notices biographiques. Raikem. Claes. Vilain XIIII. Barthélemy Hennequin, Brussel, Muquardt, 1876.
- La pacification de Gand et le sac d'Anvers, Brussel, Muquardt, 1876.
- La rivalité de la France et de la Prusse, d'après les nouveaux documents, Brussel, Muquardt, 1877.
- Notice nécrologique sur Sylvain Van de Weyer, in: Annuaire de l'Académie royale des sciences, des lettres et des beaux-arts de Belgique, 1877.
- Pierre le Grand, son règne et son testament, Brussel, Muquardt, 1877.
- Rapports relatifs à quatre mémoires de M. Paillard: 1. Sur les Pays-Bas, du 1er janvier au 1er septembre 1566-1577; 2. Sur Pierre Brully; 3. Voyage dans les Pays-Bas et maladie d'Eléonore d'Autriche; 4. Sur le procès d'Hugonet et d'Humbercourt, in: Bulletin de l'Académie royale des Sciences et des Belles-Lettres de Bruxelles, 1876, 1877, 1878, 1880.
- Léopold Ier et Léopold II, rois des Belges, Brussel, Muquardt, 1878.
- La Belgique au XVIIIe siècle. Les Vonckistes, Brussel,Muquardt, 1878.
- Le baron Liedts, Brussel, Muquardt, 1878.
- Eugène Defacqz et Joseph Forgeur, Brussel, Muquardt, 1878.
- La Révolution liégeoise de 1789, Brussel, Muquardt, 1878.
- Joseph II, Verviers, Ernest Gilon, 1879.
- Charles Rogier, Brussel, Muquardt, 1880.
- Napoléon III, Verviers, Ernest Gilon, 1880.
- Lettres sur la Belgique indépendante, Verviers, Ernest Gilon, 1880.
- Frédéric le Grand, Verviers, Ernest Gilon, 1880.
- Les Jésuites, Verviers, Ernest Gilon, 1880.
- Le passé des classes ouvrières, Verviers, Ernest Gilon, 1881.
- Washington, Verviers, Ernest Gilon, 1881.
- Panthéon national (1830-1880), Mons, Hector Manceaux, 1881.
- Rapport sur le mémoire de concours concernant l'origine et les développements du parti des Malcontents, in: Bulletin de l'Académie royale des Sciences et des Belles-Lettres de Bruxelles, 1881.
- Les Souvenirs de Joseph Walter, in: Bulletin de l'Académie royale des Sciences et des Belles-Lettres de Bruxelles, 1881.
- Paul Devaux, Bruxelles: Muquardt, 1881.
- Le baron Nothomb. Une histoire diplomatique inédite, in: Bulletin de l'Académie royale des Sciences et des Belles-Lettres de Bruxelles, 1882.
- Élection de Léopold Ier, Brussel,Muquardt, 1882.
- L'ancien régime, Verviers, Ernest Gilon, 1882.
- Monsieur Thiers, Verviers, Ernest Gilon, 1882.
- Le comte de Cavour, Verviers, Ernest Gilon, 1882.
- Notice nécrologique sur Paul Devaux, in: Annuaire de l'Académie royale des sciences, des lettres et des beaux-arts de Belgique, 1882, 48, p. 181-192.
- Le procès du Chanoine Sertorius, Verviers, Ernest Gilon, 1883.
- Histoire contemporaine. La Révolution de juillet 1830, Brussel, Muquardt, 1883.
- Notice nécrologique sur baron Nothomb, in: Annuaire de l'Académie royale des sciences, des lettres et des beaux-arts de Belgique, 1883.
- Études historiques et politiques sur les provinces belges, par le baron Nothomb, in: Bulletin de l'Académie royale des Sciences et des Belles-Lettres de Bruxelles, 1883.
- Bruxelles en 1815, Brussel, Lebègue & Ce, 1884.
- William Pitt, Verviers, Ernest Gilon, 1884.
- Mirabeau, Verviers, Ernest Gilon, 1885.
- Danton, Verviers, Ernest Gilon, 1885.
- Charles Rogier, Verviers, Ernest Gilon, 1885.
- Abraham Lincoln. L'affranchissement des esclaves aux États-Unis, Mons, Hector Manceaux, 1886.
- Le comte de Mercy-Argenteau et l'abandon de la Belgique en 1794, in: Bulletin de l'Académie royale des Sciences et des Belles-Lettres de Bruxelles, 1885.
- Robespierre, Verviers, Ernest Gilon, 1887.
- Bismark, Verviers, Ernest Gilon, 1888.
- Précis de l'histoire du Moyen Âge, considérée particulièrement dans ses rapports avec la Belgique, Brussel, Bruylant-Christophe, s.d.
- Artikels in de Revue nationale de Belgique:
  - Proscription et assassinat de Guillaume le Taciturne, VII, p. 78.
  - L'expédition des Anglais sur l'Escaut en 1809, VIII, p. 22.
  - Napoléon, la Belgique et la limite du Rhin en 1813 et 1814, VIII, p. 155.
  - Le prince Charles de Lorraine, gouverneur des Pays-Bas autrichiens, X, p. 310.
  - La Conspiration des nobles belges, XII, p. 5.
  - Busbecq. Un diplomate flamand du XVIe siècle à la cour de Constantinople, XII, p. 205.
  - Le gouvernemeur des Pays-Bas espagnols, Maximilien-Emmanuel de Bavière, XIII, p. 120.
  - Le marquis de Prié, ministre plénipotentiaire de l'Empereur dans les Pays-Bas autrichiens, XIV, p. 112.
  - Troubles de Gand sous Charles Quint, XVI, p. 171.
  - Les ministres de Marie-Thérèse en Belgique, XVI, p. 251.
  - Marie de Hongrie, gouvernante générale des Pays-Bas (1531-1555), XVII, p. 13.
  - Influence de l'argent dans l'éclection de Charles Quint à l'Empire, XVII, p. 123.
  - Anvers en 1560, XVII, p. 203.
  - Le siège d'Ostende (1601-1604), XVII, p. 250.